# Zohr
Zohr is een zeer groot aardgasveld in het oostelijk deel van de Middellandse Zee dat behoort tot Egypte.

## Ligging
Het gasveld ligt in de Shoroukconcessie (blok 9), een gebied van 3765 km². Het Italiaanse energiebedrijf Eni kreeg in 2013 de rechten om in het gebied naar olie en gas te mogen zoeken. De zeebodem in dit blok ligt op 1400 tot 1800 meter onder het zeeniveau.
In augustus 2015 werd het veld ontdekt. Het is ongeveer 100 km² groot en ligt in 1450 meter diep zeewater. De verwachte reserves bedragen zo’n 850 miljard m3 en is daarmee de grootste gasvondst in deze zee. Het veld ligt zo'n 190 kilometer ten noorden van de havenstad Port Said.
Het veld wordt beheerd door Petrobel, onderdeel van Petroshorouk. Dit is een joint venture van Eni en het staatsbedrijf Egyptian Natural Gas Holding Company (EGAS).
In februari 2016 kreeg Eni van de regering toestemming om het veld tot ontwikkeling te brengen en het eerste gas wordt in 2017 aan land verwacht. De gasvondst is zeer belangrijk voor het land en Eni verwacht een dagproductie van 2,6 miljard kubieke voet (circa 70 miljoen m³) in 2019 en dit komt overeen met 40% van de totale binnenlandse gasproductie van Egypte. Egypte kampte in de jaren ervoor met gastekorten, maar met deze vondst zijn deze achter de rug en zelfs de export van gas wordt niet uitgesloten. In december 2017 startte de productie uit het veld.
In september 2018 maakt Eni bekend dat de productie was gestegen naar 2 miljard kubieke voet per dag, dit is gelijk aan 365.000 vaten BOE per dag. Voor 2019 wordt een iets hogere productiepiek verwacht van 2,7 miljard kubieke voet.

## Eigenaren
De totale investering om het veld in productie te brengen komen op zo'n US$ 14 miljard. Eni wil dit niet alleen doen en haalde twee partners erbij, BP met een belang van 10% en Rosneft met 30%. Rosneft betaalde in december 2016 voor dit belang US$ 1125 miljoen en gaat ook nog US$ 450 miljoen aan Eni betalen voor de werkzaamheden die tot dat moment zijn verricht. In maart 2018 maakte Eni bekend nog een belang van 10% te gaan verkopen voor US$ 934 miljoen aan Mubadala Petroleum gevestigd in de Verenigde Arabische Emiraten. Na de transactie houdt Eni een aandelenbelang van 50%.